# Endectyon pearsi
Endectyon pearsi är en svampdjursart som först beskrevs av Wells, Wells och Gray 1960.  Endectyon pearsi ingår i släktet Endectyon och familjen Raspailiidae. Inga underarter finns listade i Catalogue of Life.